# Lớp học ưu tú – S.A
Special・A (スペシャル・エー), thường đọc tắt thành S・A là một loạt manga dành cho shōjo thực hiện bởi Minami Maki. Loạt manga này bắt đầu được đăng trên tạp chí hàng tháng Hana to Yume trong năm 2003 và sau khi phát hành được 4 chương thì chuyển sang số phát hành hàng tuần cũng của tạp chí Hana to Yume năm 2004. Toàn bộ loạt manga gồm 99 chương và được phát hành thành 17 tankōbon. Cốt truyện xoay quanh một cô gái luôn xem một anh chàng là đối thủ của mình vì anh ta luôn đứng nhất trong mọi lĩnh vực và luôn gọi cô là hạng nhì vì thế cô luôn cố gắng để vượt qua anh chàng, tuy nhiên khi thực hiện việc này cả hai đã vào và kết bạn với mọi người trong lớp S · A (lớp dành cho những người rất giỏi). TVM Comics đã mua bản quyền xuất bản tại Việt Nam với bản quyền tên hiện tại là Lớp học ưu tú.
Loạt manga này đã được Gonzo và AIC chuyển thể thành anime năm 2007. Bộ anime này gồm 24 tập và được phát sóng tại Nhật Bản từ ngày 06 tháng 4 đến ngày 14 tháng 9 năm 2008.

## Cốt truyện
Ở ngôi trường tư lập Hakusenkan, trong 3 lớp A từ năm nhất đến năm ba, lớp học xuất sắc nhất được gọi là Special A, viết tắt là S.A. Lớp học này được ưu đãi như đồng phục đặc biệt, phòng nghỉ ngơi riêng sang trọng. Lớp này chỉ dành cho 7 học sinh giỏi nhất của trường.
- Tsuji Ryu: hạng 7 toàn toàn trường. Con trai giám đốc công ty sản xuất dụng cụ thể thao. Được Jun và Megumi yêu mến một cách kì lạ.
- Toudou Akira: hạng 6 toàn trường. Con gái của giám đốc công ty hàng không. Rất thích những buổi ăn trưa và uống trà trong phòng nghỉ riêng của S.A. Rất thân với Hikari
- Karino Tadashi: hạng 5 toàn trường. Con trai của giám đốc trường, có thói ăn chơi.
- Yamamoto Megumi: hạng 4 toàn trường. Con gái của ca sĩ nổi tiếng và nhà sản xuất âm nhạc. Nói chuyện chưa bao giờ bằng miệng mà cứ viết trên tập giấy dù không bị câm.
- Yamamoto Jun: hạng 3 toàn trường, em trai sinh đôi của Megumi.
- Hanazono Hikari: hạng 2 toàn trường. Con gái của nhà thợ mộc. Hikari luôn cố gắng đánh bại Takishima Kei.
- Takishima Kei: hạng 1 toàn trường. Con trai của chủ tịch tập đoàn Takishima. Luôn trêu Hikari là suốt đời về nhì.

7 người này đã sát cánh bên nhau từ khi còn học tiểu học. Câu chuyện diễn ra xung quanh họ, đặc biệt là cặp Hikari và Kei.

## Nhân vật

#### Lớp S・A
Hanazono Hikari (華園 光, はなぞの ひかり)
Lồng tiếng bởi: Gotō Yūko/Asano Masumi (drama CD)
Nhân vật chính của bộ truyện, một cô bé thông minh, năng động, hoạt bát và cực kì "hiếu chiến", nhất là với đối thủ truyền kiếp Takishima Kei. Lúc nhỏ, cô cực kì tự tin vào bản thân, nhưng không ngờ lại thảm bại dưới tay Takishima - con trai một người bạn của bố cô. Từ đó, cô quyết tâm thắng cậu ta nên đã thi vào S.A. Tuy vậy, thứ hạng của cô luôn là thứ hai. Ngoài ra, cô còn rất ngây thơ, không hề hiểu về tình cảm mà Takishima dành cho cô.
Takishima Kei (滝島 彗, たきしま けい)
Lồng tiếng bởi: Fukuyama Jun, Shimizu Kaori (lúc nhỏ)/Suzumura Kenichi (drama CD)/Kamiya Hiroshi (manga DVD)
Luôn đứng nhất về mọi mặt. Là con trai lớn của tập đoàn Takishima. Hikari luôn coi cậu là đối thủ truyền kiếp, và anh cũng luôn trêu cô là suốt đời hạng nhì. Thực ra anh không bao giờ muốn khiêu chiến với Hikari vì có tình cảm đặc biệt với cô trong khi cô lại quá ngây thơ không hiểu ra.
Karino Tadashi (狩野 宙, かりの ただし)
Lồng tiếng bởi: Shimono Hiro/Morita Masakazu (drama CD)
Tōdō Akira (東堂 明, とうどう あきら)
Lồng tiếng bởi: Nabatame Hitomi/Asakawa Yū (drama CD)
Yamamoto Megumi (山本 芽, やまもと めぐみ)
Lồng tiếng bởi: Takagaki Ayahi/Nakanishi Tamaki (drama CD)
Yamamoto Jun (山本 純, やまもと じゅん)
Lồng tiếng bởi: Yonaga Tsubasa/Hoshi Sōichirō (drama CD)
Tsuji Ryū (辻 竜, つじ りゅう)
Lồng tiếng bởi: Horie Kazuma/Nojima Hirofumi (drama CD)

#### Lớp khác
Kakei Hajime (筧 肇, かけい はじめ)
Lồng tiếng bởi: Fujita Yoshinori
Shibasaki Takeru (柴崎 猛, しばさき たける)
Finn Coupe Schuzette 2 sei (フィン＝クープ＝シュゼット2世)
Tokiwa Iori (常盤 庵, ときわ いおり)

#### Trường Kokusen
Saiga Yahiro (雑賀 八尋, さいが やひろ)
Lồng tiếng bởi: Taniyama Kishō,Koshimizu Ami (lúc nhỏ)/Namikawa Daisuke (drama CD)
Ushikubo Sakura (牛窪 桜, うしくぼ さくら)
Lồng tiếng bởi: Kuwatani Natsuko/Kakazu Yumi (drama CD)

#### Gia đình lớp S・A
Ogata Aoi (緒方 蒼, おがた あおい)
Lồng tiếng bởi: Yusa Kōji/Ono Daisuke (drama CD)
Karino Sumire (狩野 菫, かりの すみれ)
Lồng tiếng bởi: Tanaka Atsuko/Orikasa Ai (drama CD)
Takishima Satoru (滝島 暁, たきしま さとる)
Lồng tiếng bởi: Ogata Megumi/Takagi Motoki (drama CD)
Takishima Sui (滝島 翠, たきしま すい)
Lồng tiếng bởi: Shimizu Kaori/Hikita Yukari (drama CD)
Takishima Midori (滝島 碧, たきしま みどり)
Takishima Kaname (滝島 要, たきしま かなめ)
Lồng tiếng bởi: Ichijō Kazuya
Takishima Izumi (滝島 泉, たきしま いずみ)
Hanazono Atsushi (華園 亮, はなぞの あつし)
Lồng tiếng bởi: Ichiki Mitsuhiro

#### Khác
Saiga Chitose (雑賀 千歳, さいが ちとせ)
Lồng tiếng bởi: Koshimizu Ami
Alisa Appleton (アリサ・エイプルトン)
Theo Appleton (テオ・エイプルトン)
Oikawa Yui (及川 唯, おいかわ ゆい)
Lồng tiếng bởi: Shitaya Noriko
Takishima Nagi (滝島 凪, たきしま なぎ)
Hanazono Jiro (華園 次郎, はなぞの じろ)
Lồng tiếng bởi: Imaruoka Atsushi
Hanazono Atsushi (華園　亮, はなぞの あつし)
Lồng tiếng bởi: Ichiki Mitsuhiro
Hanazono Masako (華園 昌子, はなぞの まさこ)
Lồng tiếng bởi: Nabei Makiko
Kuze (久世, くぜ)
Yamamoto Rin (山本 鈴, やまもと りん)
Tsuji Shinobu (辻 忍, つじ しのぶ)

## Truyền thông

### Manga
Minami Maki đã thực hiện loạt manga và đăng trên tạp chí hàng tháng Hana to Yume trong năm 2003 và sau khi phát hành được 4 chương thì chuyển sang số phát hành hàng tuần cũng của tạp chí Hana to Yume năm 2004. Toàn bộ loạt manga gồm 99 chương và được phát hành thành 17 tankōbon. TVM Comics đã mua bản quyền xuất bản tại Việt Nam với bản quyền tên hiện tại là Lớp học ưu tú, Viz Media đã đăng ký bản quyền phát hành phiên bản tiếng Anh để phát hành tại thị trường Bắc Mỹ, Madman Entertainment đăng ký bản quyền tại Úc và New Zealand, Carlsen Comics đăng ký tại Đức, J-Pop Edizioni đăng ký tại Ý, M&C Comics đăng ký tại Indonesia và Nhà xuất bản Sáng Nghệ đăng ký tại Singapore.

### Sách
Hakusensha đã phát hành một quyển sách dành cho người hâm mộ có tựa S・A Fan Book 〜S・@fight!〜 (S・Aファンブック～S・＠fight～) vào ngày 25 tháng 7 năm 2008 với nhãn Hana to Yume COMICS Specials. Quyển sách này chứa các thông tin cũng như hình ảnh của các nhân vật cũng như giới thiệu về tác giả.

### Drama CD
Vào ngày 23 tháng 2 năm 2007 đĩa drama CD Special A đã được phát hành. Nó tập trung chủ đề vào ngày Valentine.
Đĩa drama CD thứ hai phát hành vào ngày 18 tháng 6 năm 2008. Với nội dung tập trung chủ yếu vào các học sinh nam trong lớp S.A. Đĩa CD cũng có chứa một số các bản nhạc nền dùng trong bộ anime.
Đĩa drama CD thứ ba phát hàng vào tháng 8 năm 2008. Với nội dung tập trung chủ yếu vào các học sinh nữ của lớp S.A. Đĩa CD cũng có chứa một số các bản nhạc nền khác dùng trong bộ anime.
Đĩa drama CD thứ hai và ba được lồng tiếng bởi những người đã tham gia lồng tiếng cho bộ anime.

### Anime
Gonzo và AIC đã tiến hành chuyển thể loạt manga thành anime năm 2007 với sự đạo diễn của Miyao Yoshikazu và âm nhạc soạn bởi Hanada Jukki, thiết kế nhân vật được dưa trên các nhân vật do Minami Maki thực hiện trong manga. Bộ anime có tựa S・A ~Special・A~ (S・A～スペシャル・エー～) đã được phát sóng tại Nhật Bản từ ngày 06 tháng 4 đến ngày 14 tháng 9 năm 2008 với 24 tập trên kênh Chiba TV và chiếu lại trên các kênh TV Kanagawa, TV Saitama, TV Aichi, TV Osaka và AT-X. Sentai Filmworks đã đăng ký bản quyền phát hành bộ anime tại thị trường Bắc Mỹ và được phân phối bởi Section23 Films, Black Box đăng ký tại Pháp, Yamato Video đăng ký tại Ý còn Mighty Media thì đăng ký tại Đài Loan.

### Âm nhạc
Bộ anime có 4 bằi hát chủ đề, 2 mở đầu và 2 kết thúc. ài hát mở đầu thứ nhất là bài Special Days do Goto Yuko trình bày và bài hát kết thúc thứ nhất là bài Hidamari no Gate (陽だまりのゲート) do Fukuyama Jun, Shimono Hiro, Yonaga Tsubasa và Horie Kazuma trình bày, hai đĩa đơn chứa hai bài hát đã phát hành vào ngày 16 tháng 4 năm 2008. Bài hát mở đầu thứ hai có tên Gorgeous 4U do Fukuyama Jun, Shimono Hiro, Yonaga Tsubasa, Horie Kazuma và bài hát kết thúc thứ hai có tên Special☆Gyutto Good Luck! (スペシャル☆ギュッとGood luck!) do Goto Yuko, Nabatame Hitomi và Takagaki Ayahi trình bày, hai bài hát này đều dùng từ tập 13 trở về sau, hai đĩa đơn chứa hai bài hát đã phát hành vào ngày 16 tháng 7 năm 2008.
Ba album chứa các bài hát do các nhân vật trình bày đã được phát hành. Hai album phát hành vào ngày 21 tháng 5 năm 2008 và một phát hành ngày 17 tháng 9 năm 2008.
| Special days     | Special days                                                   | Special days |
| STT              | Nhan đề                                                        | Thời lượng   |
| ---------------- | -------------------------------------------------------------- | ------------ |
| 1.               | "Special days"                                                 | 4:51         |
| 2.               | "Hibike! High Touch (響け!ハイタッチ)"                         | 3:28         |
| 3.               | "Special days (off vocal)"                                     | 4:50         |
| 4.               | "Hibike! High Touch (off vocal) (響け!ハイタッチ (off vocal))" | 3:25         |
| Tổng thời lượng: | Tổng thời lượng:                                               | 16:34        |

| Hidamari no Gate (陽だまりのゲート) | Hidamari no Gate (陽だまりのゲート)                           | Hidamari no Gate (陽だまりのゲート) |
| STT                                 | Nhan đề                                                       | Thời lượng                          |
| ----------------------------------- | ------------------------------------------------------------- | ----------------------------------- |
| 1.                                  | "Hidamari no Gate (陽だまりのゲート)"                         | 5:06                                |
| 2.                                  | "Midnight Moon"                                               | 5:17                                |
| 3.                                  | "Hidamari no Gate (off vocal) (陽だまりのゲート (off vocal))" | 5:07                                |
| 4.                                  | "Midnight Moon (off vocal)"                                   | 5:14                                |
| Tổng thời lượng:                    | Tổng thời lượng:                                              | 20:44                               |

| Gorgeous 4U      | Gorgeous 4U                 | Gorgeous 4U |
| STT              | Nhan đề                     | Thời lượng  |
| ---------------- | --------------------------- | ----------- |
| 1.               | "Gorgeous 4U"               | 3:59        |
| 2.               | "Innocent Love"             | 4:05        |
| 3.               | "Gorgeous 4U (off vocal)"   | 4:00        |
| 4.               | "Innocent Love (off vocal)" | 4:02        |
| Tổng thời lượng: | Tổng thời lượng:            | 16:06       |

| Special☆Gyutto Good Luck! (スペシャル☆ギュッとGood luck!) | Special☆Gyutto Good Luck! (スペシャル☆ギュッとGood luck!)                           | Special☆Gyutto Good Luck! (スペシャル☆ギュッとGood luck!) |
| STT                                                       | Nhan đề                                                                             | Thời lượng                                                |
| --------------------------------------------------------- | ----------------------------------------------------------------------------------- | --------------------------------------------------------- |
| 1.                                                        | "Special☆Gyutto Good Luck! (スペシャル☆ギュッとGood luck!)"                         | 3:31                                                      |
| 2.                                                        | "Nonstop・High Tension! (ノンストップ・ハイテンション!)"                            | 3:41                                                      |
| 3.                                                        | "Special☆Gyutto Good Luck! (off vocal) (スペシャル☆ギュッとGood luck! (off vocal))" | 3:31                                                      |
| 4.                                                        | "Special☆Gyutto Good Luck! (off vocal) (ノンストップ・ハイテンション! (off vocal))" | 3:40                                                      |
| Tổng thời lượng:                                          | Tổng thời lượng:                                                                    | 14:23                                                     |

| S・A Special・A Character Mini Album Akira・Tadashi (S・A スペシャル・エー キャラクターミニアルバム 明・宙) | S・A Special・A Character Mini Album Akira・Tadashi (S・A スペシャル・エー キャラクターミニアルバム 明・宙) | S・A Special・A Character Mini Album Akira・Tadashi (S・A スペシャル・エー キャラクターミニアルバム 明・宙) |
| STT | Nhan đề | Thời lượng                                                                                                  |
| --- | --- | --- |
| 1. | "Ashita he (明日へ)"                                                                                        | 4:41 |
| 2. | "Umi no Mukou (海の向こう)"                                                                                 | 4:07 |
| 3. | "Special days (Akira ver.) (Special days(明Ver.))"                                                          | 4:49 |
| 4. | "Hidamari no Gate (Tadashi ver.) (陽だまりのゲート(宙Ver.))"                                                | 5:06 |
| 5. | "Ashita he (off vocal) (明日へ(off vocal))"                                                                 | 4:42 |
| 6. | "Umi no Mukou (off vocal) (海の向こう(off vocal))"                                                          | 4:08 |
| Tổng thời lượng:                                                                                            | Tổng thời lượng:                                                                                            | 27:33 |

| S・A Special・A Character Mini Album Jun・Megumi・Ryu (S・A スペシャル・エー キャラクターミニアルバム 純・芽・竜) | S・A Special・A Character Mini Album Jun・Megumi・Ryu (S・A スペシャル・エー キャラクターミニアルバム 純・芽・竜) | S・A Special・A Character Mini Album Jun・Megumi・Ryu (S・A スペシャル・エー キャラクターミニアルバム 純・芽・竜) |
| STT | Nhan đề | Thời lượng |
| --- | --- | --- |
| 1. | "Boku no Basho (僕の場所)"                                                                                        | 5:55 |
| 2. | "Hoshi no Nagareru Yoru ni (星の流れる夜に)"                                                                      | 4:43 |
| 3. | "Te wo Tsunaidara (手をつないだら)"                                                                               | 5:07 |
| 4. | "Hidamari no Gate (Jun ver.) (陽だまりのゲート(純Ver.))"                                                          | 5:05 |
| 5. | "Special days (Megumi ver.) (Special days(芽Ver.))"                                                               | 4:49 |
| 6. | "Hidamari no Gate (Ryuu ver.) (陽だまりのゲート(竜Ver.))"                                                         | 5:06 |
| 7. | "Boku no Basho (off vocal) (僕の場所(off vocal))"                                                                 | 5:53 |
| 8. | "Hoshi no Nagareru Yoru ni (off vocal) (星の流れる夜に(off vocal))"                                               | 4:42 |
| 9. | "Te wo Tsunaidara (off vocal) (手をつないだら(off vocal))"                                                        | 5:07 |
| Tổng thời lượng:                                                                                                  | Tổng thời lượng:                                                                                                  | 46:27 |

| S・A Special・A Charason Collection! (S・A スペシャル・エー キャラソンコレクション!) | S・A Special・A Charason Collection! (S・A スペシャル・エー キャラソンコレクション!) | S・A Special・A Charason Collection! (S・A スペシャル・エー キャラソンコレクション!) |
| STT                                                                                  | Nhan đề                                                                              | Thời lượng                                                                           |
| ------------------------------------------------------------------------------------ | ------------------------------------------------------------------------------------ | ------------------------------------------------------------------------------------ |
| 1.                                                                                   | "Gorgeous 4U (Kei Ver.) (Gorgeous 4U(彗Ver.))"                                       | 3:59                                                                                 |
| 2.                                                                                   | "Hibiki! High Touch (響け!ハイタッチ)"                                               | 3:26                                                                                 |
| 3.                                                                                   | "Midnight Moon"                                                                      | 5:19                                                                                 |
| 4.                                                                                   | "Ashita he (明日へ)"                                                                 | 4:44                                                                                 |
| 5.                                                                                   | "Umi no Mukou (海の向こう)"                                                          | 4:08                                                                                 |
| 6.                                                                                   | "Boku no Basho (僕の場所)"                                                           | 5:55                                                                                 |
| 7.                                                                                   | "Hoshi no Naareru Yoru ni (星の流れる夜に)"                                          | 4:45                                                                                 |
| 8.                                                                                   | "Te wo Tsunaidara (手をつないだら)"                                                  | 5:34                                                                                 |
| 9.                                                                                   | "Non Stop・High Tension! (ノンストップ・ハイテンション!)"                            | 3:40                                                                                 |
| 10.                                                                                  | "Innocent Love"                                                                      | 4:03                                                                                 |
| 11.                                                                                  | "Special☆Gyutto Good Luck! (Hikari Ver.) (スペシャル☆ギュッとGood luck!(光Ver.))"    | 3:30                                                                                 |
| Tổng thời lượng:                                                                     | Tổng thời lượng:                                                                     | 49:03                                                                                |